# Łomża
Łomża er en by i det nordøstlige Polen i voivodskabet podlaskie. Byen har en areal på 35,2 km², og en befolkning på 63.000 (2009).